# Xã Cole, Quận Sebastian, Arkansas
Xã Cole (tiếng Anh: Cole Township) là một xã thuộc quận Sebastian, tiểu bang Arkansas, Hoa Kỳ. Năm 2010, dân số của xã này là 1.908 người.